# Замбезійський регіон
Замбезійський регіон — великий біогеографічний регіон, розташований в Центральній та Південній Африці. Він включає ліси, савани, луки та чагарники, що простягяються щирокою смугою із заходу на схід, від Анголи до Танзанії та Мозамбіку. На північ від Замбезійського регіону поширені тропічні ліси Гвінейсько-Конголезького регіону, а на південь — пустелі, чагарники, луки та субтропічні ліси Південної Африки.

## Типи рослинності
Домінуючими типами рослинності в Замбезійському регіоні є :
- Сухі листяні та чагарникові ліси
- Замбезійські лісисті луки
- Листяні хащі Ітігі
- Рідколісся та савани міомбо
- Рідколісся та савани мопане
- Недиференційовані ліси
- Замбезійські затоплювані луки та савани
- Замбезійські галофіти

## Біорізноманіття
Ботанік Френк Вайт підрахував, що в регіоні зустрічається близько 8500 видів рослин, з яких 4590 видів, або 54 %, є ендемічними. Замбезійський регіон є центром різноманіття дерев із родів Brachystegia та Monotes.

## Екорегіони
За даними Всесвітнього фонду дикої природи, Замбезійський регіон включає 15 екорегіонів:
- Ангольські міомбові рідколісся (Ангола)
- Ангольські мопанові рідколісся (Ангола, Намібія)
- Бушвельд (ПАР, Ботсвана, Зімбабве)
- Міомбові рідколісся Центральної Замбезії (Ангола, Бурунді, ДР Конго, Малаві, Танзанія, Замбія)
- Східні міомбові рідколісся (Мозамбік, Танзанія)
- Галофіти Етоша-Пану (Намібія)
- Хащі Ітігі та Сумбу (Танзанія, Замбія)
- Південні міомбові рідколісся (Малаві, Мозамбік, Замбія, Зімбабве)
- Луки Західної Замбезії (Ангола, Замбія)
- Бейкієві рідколісся Замбезії (Ангола, Ботсвана, Намібія, Замбія, Зімбабве)
- Сухі вічнозелені ліси Замбезії (Ангола, Замбія)
- Прибережні затоплювані савани Замбезії (Мозамбік)
- Затоплювані луки Замбезії (Ангола, Ботсвана, ДР Конго, Малаві, Мозамбік, Танзанія, Замбія)
- Галофіти Замбезії (Ботсвана, Мозамбік)
- Мопанові рідколісся Замбезії (Ботсвана, Есватіні, Малаві, Мозамбік, Намібія, ПАР, Замбія, Зімбабве)